# Julens bästa vänner
Julens bästa vänner är en julskiva av musikerna Kalle Moraeus och Bengan Janson och är från 2005. På skivan medverkar även Moraeus band Hej Kalle som kompmusiker.

## Låtlista
1. "Jag såg mamma kyssa tomten" (Tommie Connor – svensk text: Ninita) – 3:00
  - Originaltitel: "I Saw Mommy Kissing Santa Claus"
  - Kalle Moraeus — gitarr, kör
  - Anita Moraeus — mamman
2. "Sjömansjul på Hawaii" (Musik: Yngve Stoor – text: Helge Roundquist) – 2:31
  - Kalle Moraeus — sång, gitarr, pedal steel guitar
  - Pär Grebacken — klarinett
3. "Vår vackra vintervärld" (Felix Bernard, Richard B. Smith – svensk text: Lasse Green) – 3:11
  - Originaltitel: "Winter Wonderland"
  - Kalle Moraeus — gitarr
  - Pär Grebacken — flöjt, tenorsaxofon
4. "Tomten och jag är överens" (Irving Berlin – svensk text: Björn Barlach) – 2:44
  - Originaltitel: "I've Got My Love to Keep Me Warm"
  - Kalle Moraeus — sång, gitarr
  - Pär Grebacken — tenorsaxofon
5. "Tomtarnas vaktparad" (Kurt Noack, Philip Forester, Werner Raschek) – 3:09
  - Originaltitel: "Heinzelmänchens Wachtparade"
  - Kalle Moraeus — fiol
  - Pär Grebacken — altsaxofon, tenorsaxofon
6. "Rimfrostjul" (Musik: Bob Wells; text: Mel Tormé – svensk text: Gertrud Hemmel) – 2:42
  - Originaltitel: "The Christmas Song"
  - Kalle Moraeus — gitarr
  - Pär Grebacken — flöjt
7. "Knalle Juls vals" (Evert Taube) – 2:03
  - Kalle Moraeus — fiol, gitarr
  - Pär Grebacken — klarinett
8. "Den lille tomten" (Musik: Willi Samariter, Alfred Klabunde – svensk text: B. Kewe) – 3:43
  - Originaltitel: "Der Kleine Kobold"
  - Kalle Moraeus — sång, fiol, gitarr
  - Pär Grebacken — flöjt, klarinett
9. "Deck the Hall" / "Utterns polska" (Musik: Bengan Janson och Kalle Moraeus) – 2:15
  - Kalle Moraeus — fiol
  - Simon Frisk — tuba
10. "Santa Lucia" (Trad.) – 2:50
  - Kalle Moraeus — sång, fiol, mandolin
  - Johan Granström — bas
11. "Ser du stjärnan i det blå" (Musik: Leigh Harline; text: Ned Washington – svensk text: Anita Halldén) – 2:43
  - Originaltitel: "When You Wish Upon A Star"
  - Kalle Moraeus — sång, fiol, gitarr
  - Pär Grebacken — klarinett
12. "Karl-Bertil Jonsson, 14 år" (Musik: Gunnar Svensson – text: Tage Danielsson) – 3:26
  - Bengan Janson — sång, dragspel
  - Pär Grebacken — tenorsaxofon
13. "Det enda jag har de' e' glögg" (Musik: Jule Styne; text: Sammy Cahn – svensk text: Björn Barlach) – 1:38
  - Originaltitel: "Let It Snow! Let It Snow! Let It Snow!"
  - Kalle Moraeus — sång, gitarr
  - Pär Grebacken — flöjt, klarinett
14. "Julsångspotpurri": – 5:11
  1. "Midnatt råder" (Musik: Vilhelm Sefve-Svensson – text: Alfred Smedberg)
  2. "Tre pepparkaksgubbar" (Musik: Alice Tegnér – text: Alice Gullstrand)
  3. "En sockerbagare" (Alice Tegnér)
  4. "Nu har vi ljus här i vårt hus" (Musik: Anna Ölander – text: Rafael Hertzberg, Kjell Kraghe)
  5. "Nu så är det jul igen" (Alice Tegnér)
  6. "Hej tomtegubbar" (Trad. arr. Johan Granström)
  7. "Nu är det jul igen" (Trad. arr. Johan Granström)
  8. "Klang, min vackra bjällra" (Trad. arr. Johan Granström)

  - Kalle Moraeus — fiol, gitarr, mandolin, sång
  - Pär Grebacken — flöjt, klarinett, sång
15. "Jul, jul, strålande jul" (Musik: Gustaf Nordqvist – text: Edvard Evers) – 3:10
  - Kalle Moraeus — fiol
  - Bengan Janson — dragspel

- Total tid: 42:16
- Alla arrangemang är gjorda av Johan Granström, förutom:
- Kalle Moraeus & Bengan Janson ("Utterns polka" & "Jul, jul, strålande jul")
- Lars-Otto Ljungholm ("Deck the Hall")

## Medverkande
- Kalle & Bengan:
  - Kalle Moraeus — sång, gitarr, fiol, mandolin, pedal steel guitar
  - Bengan Janson — sång, dragspel
- Hej Kalle:
  - Johan Granström — bas, sång
  - Anders Lundqvist — piano, Rhodes-piano, orgel, sång
  - Johan Löfcrantz Ramsay — trummor, sång
  - Jörgen Stenberg — slagverk, sång
  - Pär Grebacken — klarinett, flöjt, tenorsaxofon, altsaxofon, sång
- Anita Moraeus — mamman (1)
- Frälsningsarmén:
- Lars-Otto Ljungholm — kornett, ensembleledare, arrangör (9)
- Ove Ericson — kornett (9)
- Kennet Göransson — althorn (9)
- Richard Kendrick — euphonium (9)
- Sture Beijer — trombon (9)
- Simon Frisk — tuba (9)
- På "Julpotpurri" sjunger även fruar, barn och släkt med som är relaterade till husbandet.